# Logometr

Schemat budowy logometru magnetoelektrycznego.
1 - magnes stały;
2 - nabiegunniki z miękkiego materiału magnetycznego;
3 - pręt z miękkiego materiału magnetycznego o przekroju eliptycznym;
4 - ramki z uzwojeniami;
5 - wskazówka;
6 - skala.

Logometr (miernik ilorazowy) – mechanizm przyrządów pomiarowych do pomiaru stosunku dwóch wielkości elektrycznych, zwykle natężenia prądu, napięcia elektrycznego, a pośrednio innych.

## Budowa i zasada działania
Układ logometru składa się z dwóch złączonych mechanicznie elementów, każdy z nich wytwarza moment obrotowy zależny od jednej z wielkości. Momenty działają w przeciwnych kierunkach. Układ nie ma sprężyn zawracających, położenie ustala się w wyniku równowagi momentów sił. Gdy choć jeden z momentów jest zależny od kąta obrotu ustroju, położenie równowagi będzie zależne od mierzonej wartości. Układ wymaga by wraz z obrotem moment siły jednej wielkości wzrastał a drugiej malał. Logometr szczególnie nadaje się do pomiaru wielkości gdy jest ona zależna od drugiej wielkości.   
Najczęściej stosowane logometry buduje się jako układy magnetoelektryczne, elektrodynamiczne i ferrodynamiczne. 
Logometr magnetoelektryczny z ruchomą cewką składa się z dwóch cewek obróconych względem siebie, umieszczonych w polu magnesu trwałego. Zależność momentów obrotowych od kąta obrotu uzyskuje się poprzez ukształtowanie pola magnetycznego zależnego od miejsca w szczelinie. Płynący przez cewki prąd wytwarza moment obrotowy zależny położenia cewek. 
Stosowany jest też ustrój magnetoelektryczny z nieruchomymi cewkami i ruchomym magnesem. 